# Lecce nei Marsi
Lecce nei Marsi est une commune de la province de L'Aquila dans la région Abruzzes en Italie.

## Administration
| Période                                  | Période  | Identité        | Étiquette | Qualité |
| ---------------------------------------- | -------- | --------------- | --------- | ------- |
| 14 juin 2004                             | En cours | Andrea Favoriti |           |         |
| Les données manquantes sont à compléter. |          |                 |           |         |

### Hameaux
Vallemora 

### Communes limitrophes
Collelongo, Gioia dei Marsi, Ortucchio, Pescasseroli, Villavallelonga